# Папська базиліка Санта Марія дельї Анджелі
Папська Базиліка Санта Марії дельї Анджелі (італ. Basilica di Santa Maria degli Angeli — Базиліка Святої Марії ангелів) — церква, розташована в італійському місті Ассізі.
Велетенська для свого часу базиліка була побудована за вказівкою папи Пія V навколо найбільш священної для францисканців каплиці Порціункола, яка і зараз знаходиться всередині цієї базиліки.
Базиліку збудовано між 1569 та 1679 роками у стилі маньєризму за проектом Алессі Ґалеаццо. Каплиця Порціункола у XII столітті була притулком святого Франциска, і саме у ній він усвідомив своє подвижницьке призначення. У капелі збереглися почорнілі від часу склепіння, вівтарний триптих (XIV століття), фрески (XVI століття), твори з майоліки Андреа делла Роббіа (близько 1490 року), портрет святого Франциска, приписуваний Чімабуе, розп'яття роботи Джунта Пізано (1236 року), інші реліквії та художні скарби.
Папа Пій X у 1909 році надав церкві титул патріархальної базиліки з папської капелою. Поряд з іншими францисканськими святинями Ассізі, храм знаходиться під охороною ЮНЕСКО як об'єкт Світової спадщини людства.